# Píla (Bratislava)
Píla (in ungherese Gidrafűrész, in tedesco Sägmühl) è un comune della Slovacchia facente parte del distretto di Pezinok, nella regione di Bratislava.